# Wakfu
Wakfu és un MMORPG (joc de rol massiu multijugador en línia) tàctic produït, desenvolupat i editat per l'estudi francès de Lilla Ankama. És el tercer videojoc d'Ankama, després de Dofus i Dofus Arena. No tenint intenció de substituir a aquests -més aviat retroalimentar-lo- és desenvolupat per un equip independent, exclusivament dedicat al desenvolupament del videojoc en qüestió.
El nom Wakfu és una combinació de Wushu, un tipus d'arts marcials xineses, i de Kungfu, un altre tipus d'arts marcials xinesa. Es pronuncia "ouack" (rima amb "smack") - "fou" (rima amb "shoe").

## Argument
Han passat 1000 anys a les comarques d'Amakna des de les milers d'aventures esdevingudes durant les recerques dels ous Dofus. Més enllà dels núvols, sobre el cim de la muntanya, l'ogre Ogrest contempla els Dofus que va conquerir per l'amor d'una xicota, però assedegat de batalla, des de la seva derrota contra els déus, i furiós, amb el cor ferit, per la traïció de sa "dulcinea" -que només volia posseir els Dofus, i en realitat no l'estimava- descarrega sobre el món un mar de llàgrimes, fent pujar el nivell de l'aigua. Avui, més fort que els mateixos Déus, Ogrest espera ansiosament que els deixebles d'aquests intentin arrabassar-li els Dofus i li presentin batalla.
Comença de nou la guerra: La recerca de Dofus es revela eterna.

## Sistema de joc
- El Sistema de combat per torns de Dofus i Dofus Arena, inspirat pels tàctics Rpg estarà present a Wakfu

- Els desplaçaments a Wakfu es realitzaran mitjançant moviment multidireccional (a Dofus, els jugadors passaven de mapes en mapes, cada un ocupant una única pantalla). El joc tindrà en compte el relleu.

- Entre les novetats en relació amb Dofus, està la interacció amb el seu ambient; un ambient anunciat com a més autònom i viu: serà necessari preservar els boscos, economitzant els recursos, mentre que els monstres -nòmades- caçaran i migraran.

- La Comunitat serà (almenys en part) autogestionada: seran els jugadors que s'encarregaran de l'ordre. Milícies i governadors, ente d'altres. S'ha confirmat que no hi haurà cap Npc (Personatges No Jugadors).

- Existirà la possibilitat de formar grups segons la professió dels aventurers.

- Cada classe tindrà una vintena de sortilegis i aquests podran ascendir a centenars de nivells de poder. Els sortilegis progressaran a mesura que són utilitzats pel jugador. Contràriament a l'evolució d'alguns Rpg (que exigeix que el jugador evolucioni per obtenir sortilegis cada vegada més potents) el personatge podrà utilitzar tots els sortilegis disponibles des del principi. La màgia serà dividida en 4 elements: Aire, Terra, Aigua i Foc, i cada classe tindrà sortilegis de tres d'aquests quatre elements i un grup de cinc habilitats especials

## Qüestions tècniques
- El Joc serà projectat en 3D isomètric

- El joc programat a Java, afegirà uns gràfics més complexos. La Configuració Recomanada no ha estat encara revelada.

- Els servidors tindran una capacitat de 25.000 jugadors

Wakfu està sent desenvolupat, en aquest moment, per una filial de la societat com a Joc Live Arcade per a la Xbox 360, el nom de la qual és Island Of Wakfu. El seu contingut no ha estat encara revelat.